# Abierto de Australia 2011
El Abierto de Australia 2011 fue un torneo de tenis que se llevó a cabo sobre superficie dura en el Melbourne Park situado en Melbourne, Australia, desde el 17 al 30 de enero de 2011. Fue la 99.ª edición del Abierto de Australia y el primer torneo de Grand Slam del año.
El serbio Novak Djoković y la estadounidense Serena Williams fueron los campeones defensores en las ramas de sencillos masculino y femenino respectivamente.

## Sistema de puntuación ATP

### Seniors
| Etapa                     | Individuales masculino | Dobles masculino | Individuales femenino | Dobles femenino |
| ------------------------- | ---------------------- | ---------------- | --------------------- | --------------- |
| Campeón                   | 2000                   | 2000             | 2000                  | 2000            |
| Finalista                 | 1200                   | 1200             | 1400                  | 1400            |
| Semifinales               | 720                    | 720              | 900                   | 900             |
| Cuartos de final          | 360                    | 360              | 500                   | 500             |
| 4ª ronda                  | 180                    | 180              | 280                   | 280             |
| 3ª ronda                  | 90                     | 90               | 160                   | 160             |
| 2ª ronda                  | 45                     | 0                | 100                   | 5               |
| 1ª ronda                  | 10                     | –                | 5                     | –               |
| Clasificados              | 25                     | –                | 60                    | –               |
| 3ª ronda de clasificación | 16                     | –                | 50                    | –               |
| 2ª ronda de clasificación | 8                      | –                | 40                    | –               |
| 1ª ronda de clasificación | 0                      | –                | 2                     | –               |

### Junior points
| Etapa                                     | Individuales masculinos | Individuales femenino | Dobles masculino | Dobles femenino |
| ----------------------------------------- | ----------------------- | --------------------- | ---------------- | --------------- |
| Campeón                                   | 250                     | 250                   | 180              | 180             |
| Finalista                                 | 180                     | 180                   | 120              | 120             |
| Semifinales                               | 120                     | 120                   | 80               | 80              |
| Cuartos de final                          | 80                      | 80                    | 50               | 50              |
| 2ª ronda                                  | 50                      | 50                    | 30               | 30              |
| 1ª ronda                                  | 30                      | 30                    |                  |                 |
| Clasificados que perdieron en la 1ª ronda | 25                      | 25                    |                  |                 |
| Última ronda de clasificación             | 20                      | 20                    |                  |                 |

## Campeones

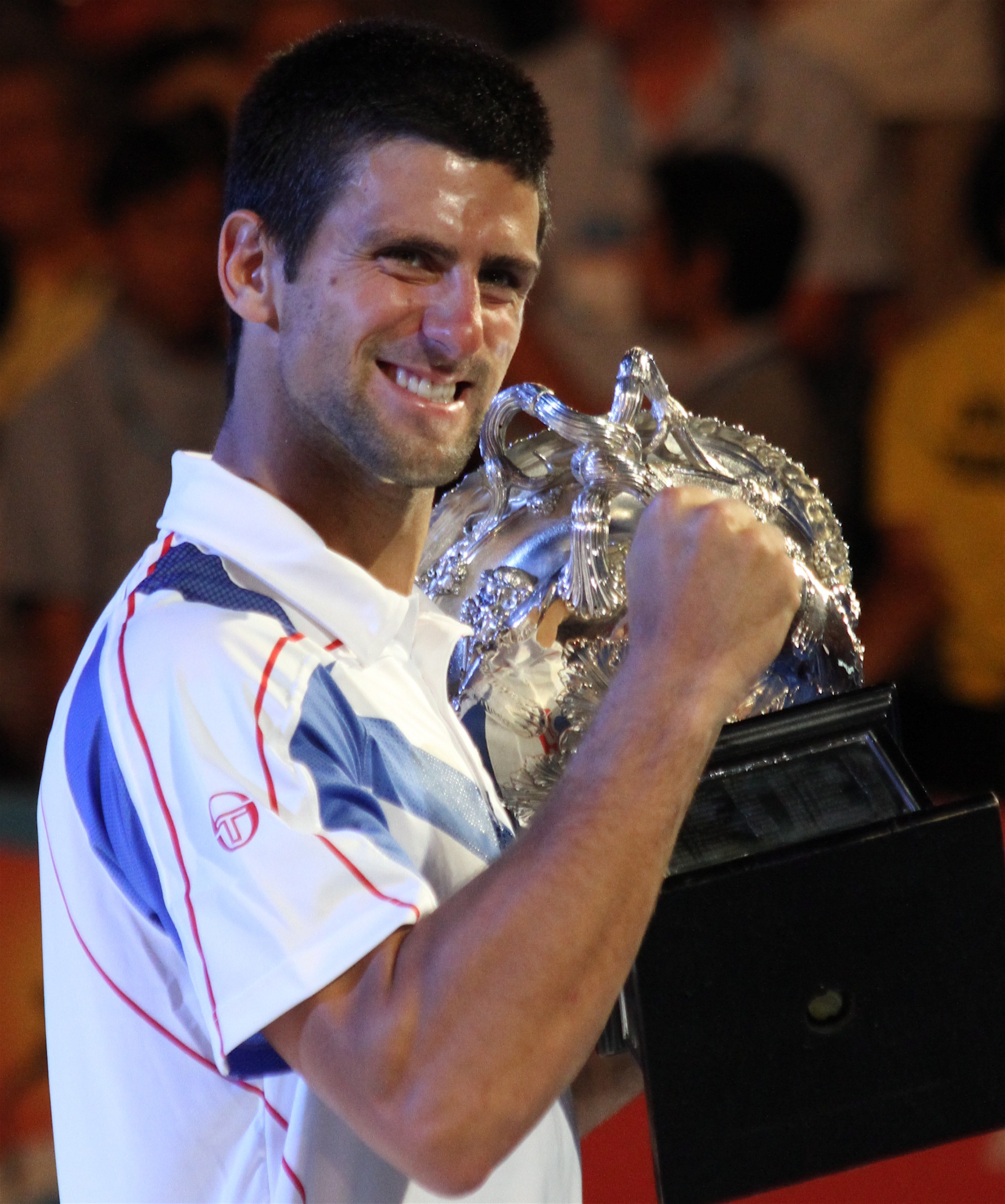
Djoković con el trofeo de campeón del Abierto de Australia 2011 (Mano Izquierda).Luego de derrotar en la final a Andy Murray por 6-4, 6-2, 6-3

### Sénior

#### Individuales masculino
Novak Djoković vence a  Andy Murray 6-4, 6-2, 6-3

#### Individuales femenino
Kim Clijsters vence a  Li Na 3-6, 6-3, 6-3

#### Dobles masculino
Bob Bryan /  Mike Bryan vencen a  Mahesh Bhupathi /  Leander Paes 6-3, 6-0

#### Dobles femenino
Gisela Dulko /  Flavia Pennetta vencen a  Victoria Azarenka /  Maria Kirilenko 2-6, 7-5, 6-1

#### Dobles mixto
Katarina Srebotnik /  Daniel Nestor vencen a  Chan Yung-jan /  Paul Hanley 6-3, 3-6, 10-7

### Junior

#### Individuales masculino
Jiří Veselý vence a  Luke Saville 6-0, 6-3

#### Individuales femenino
An-Sophie Mestach vence a  Mónica Puig 6-4, 6-2

#### Dobles masculino
Filip Horanský /  Jiří Veselý vencen a  Ben Wagland /  Andrew Whittington, 6-4, 6-4

#### Dobles femenino
An-Sophie Mestach /  Demi Schuurs vencen a  Eri Hozumi /  Miyu Kato 6-2, 6-3